# Rocchetta Tanaro
Rocchetta Tanaro ist eine Gemeinde in der italienischen Provinz Asti (AT), Region Piemont.

## Lage und Einwohner
Rocchetta Tanaro liegt 15 km östlich von der Provinzhauptstadt Asti entfernt auf einer Höhe von 107 m über dem Meeresspiegel. Das Gemeindegebiet umfasst eine Fläche von 16,04 km² und hat 1316 Einwohner (Stand 31. Dezember 2023). 
Die Nachbargemeinden sind Belveglio, Castello di Annone, Cerro Tanaro, Cortiglione, Masio, Mombercelli und Rocca d’Arazzo.

## Sehenswürdigkeiten
- Ruinen einer antiken Befestigungsanlage (castello)
- Die Kirchen Parrocchiale dei Santi Nicolao e Stefano und Chiesa di Santa Maria de Flesco

## Kulinarische Spezialitäten
Bei Rocchetta Tanaro werden Reben der Sorte Barbera für den Barbera d’Asti, einen Rotwein mit DOCG Status, sowie für den Barbera del Monferrato angebaut.

## Gemeindepartnerschaft
- Donnas, seit 2002

## Söhne und Töchter der Gemeinde
- Luigi Forlano (1884–1916), Fußballspieler